# Christoph Kleinschnitz
Christoph Kleinschnitz (* 8. Oktober 1973 in Würzburg) ist ein deutscher Neurologe. Er ist Direktor der Klinik für Neurologie am Universitätsklinikum Essen und forscht auf dem Gebiet der neurovaskulären und neuroimmunologischen Erkrankungen, insbesondere dem ischämischen Schlaganfall und der Multiplen Sklerose. Kleinschnitz wurde seit der COVID-Pandemie häufig in Zeitungen und Fernsehshows eingeladen. Er vertritt die wissenschaftlich widerlegte Auffassung, die Entstehung von Long COVID sei psychosomatisch bedingt.

## Leben und beruflicher Werdegang
Kleinschnitz erlangte 1993 sein Abitur und studierte von 1995 bis 2000 Humanmedizin an der Julius-Maximilians-Universität Würzburg. Im Jahr 2001 wurde er an der dortigen Medizinischen Fakultät am Institut für Pharmakologie bei Harald Schmidt mit der Dissertation über die „Verteilung und subzelluläre Lokalisation des Stickstoffmonoxid-Rezeptorenzyms, lösliche Guanylylcyclase“ zum Dr. med. promoviert. Die Ausbildung zum Facharzt für Neurologie durchlief er bis 2007 an der Klinik für Neurologie des Universitätsklinikums Würzburg bei Klaus Toyka. 2008 wurde er ebenfalls an der Universität Würzburg mit der Habilitationsschrift über die „In-vivo-Darstellung und therapeutische Beeinflussung der Infarktexpansion nach zerebraler Ischämie: Mechanismen der Thrombenbildung und Neuroprotektion“ habilitiert. Die wissenschaftlichen Arbeiten aus seiner Habilitation brachten ihm die Auszeichnung „Deutschlands Nachwuchswissenschaftler des Jahres 2008“ ein. Im selben Jahr wurde er zum Oberarzt und Leiter der Stroke Unit an der Würzburger Neurologischen Universitätsklinik ernannt. 2010 übernahm er zudem die Leitung der Klinischen Forschungsgruppe für Multiple Sklerose und Neuroimmunologie und wurde 2011 zum W2-Professor für Neurologie mit Schwerpunkt Schlaganfallmedizin an der Universität Würzburg berufen. Seit 2016 ist er Direktor der Klinik für Neurologie an der Universitätsmedizin Essen. Kleinschnitz wurde 2021 zum Gründungssprecher des Centers for Translational Neuroscience and Behavioral Science (CTNBS) an der Medizinischen Fakultät Essen ernannt. Im selben Jahr wurde er zum Senator der Universität Duisburg-Essen gewählt. 2016 bis 2024 war er für zwei Amtszeiten in das Fachkollegium Neurowissenschaften der Deutschen Forschungsgemeinschaft (DFG) berufen.

## Wissenschaftliche Arbeit

### Ischämischer Schlaganfall und Multiple Sklerose
Kleinschnitz erforscht seit vielen Jahren Entzündungsprozesse und die Thrombusbildung beim ischämischen Schlaganfall und der Multiplen Sklerose.
Zusammen mit dem Immunologen Thomas Hünig forschte Kleinschnitz an dem Maus-Anti-Ratten-CD28-Antikörper JJ316, der für die präklinische, toxikologische Prüfung im Tierversuch zur Zulassung des agonistischen monoklonalen Anti-Human-CD28-Antikörpers TGN1412 der Firma TeGenero herangezogen wurde. TGN1412 war für die Behandlung von Multiple Sklerose, Blutkrebs und Rheuma vorgesehen. Jedoch erlangte der Wirkstoffkandidat im März 2006 bei der Phase-I-Studie (First-in-Man-Studie) unrühmliche Bekanntheit, da es bei gesunden Probanden zu schwerwiegenden unerwünschten Ereignissen (SUE) wie Multiorganversagen, bei denen sämtliche inneren Organe, Herz, Niere, Lunge und Leber geschädigt wurden, kam.
Kleinschnitz und Kollegen griffen zudem den von Tanguay et al. eingeführten pathophysiologischen Begriff der „Thrombo-Inflammation“ auf und untersuchten ihn im Kontext von Schlaganfällen. Der Begriff beschreibt das Zusammenspiel von Entzündungsvorgängen und der Blutgerinnung (z. B. Blutplättchen). Die Erkenntnisse bildeten die Grundlage für die Entwicklung von neuen Therapiekonzepten. So konnte seine Gruppe u. a. zeigen, dass die Blockade von Blutgerinnungsfaktor XII oder XI (FXII/FXI) im Tiermodell die Schlaganfallschwere deutlich abmildert. Das Besondere ist dabei, dass das Hirnblutungsrisiko der Mäuse dadurch nicht ansteigt (neues Prinzip der blutungsfreien Antithrombose). Ähnliche Ergebnisse fanden Kleinschnitz und Kollegen nach der Blockade von T-Zellen nach Schlaganfall. Aufbauend u. a. auf diesen Ergebnissen wurden mittlerweile spezifische pharmakologische Inhibitoren gegen FXI entwickelt, die derzeit in großen klinischen Schlaganfallstudien getestet werden. Die Relevanz thrombo-inflammatorischer Prozesse für die Regeneration nach Schlaganfall wird im Rahmen der DFG-Forschungsgruppe 2879 ImmunoStroke weiter untersucht, deren Einrichtungssprecher Kleinschnitz war und die seit 2023 in der 2. Förderperiode gefördert wird.

### COVID-19 und Post-COVID-Syndrom
Ein weiterer Forschungsschwerpunkt von Kleinschnitz sind seit 2020 die akuten und chronischen Auswirkungen einer SARS-CoV-2-Infektion auf das Nervensystem. Seine Gruppe konnte zeigen, dass bei Patienten mit akuter COVID-19-Erkrankung ein höheres Risiko für Schlaganfälle besteht. Darüber hinaus fanden sich im Nervenwasser von COVID-19 erkrankten Patienten mit neurologischen Symptomen immunologische Veränderungen, etwa vermehrt immunologisch „erschöpfte“ T-Zellen und entdifferenzierte Monozyten.
2022 veröffentlichten Kleinschnitz und Kollegen eine Studie, der zufolge bei Betroffenen des Post-COVID-Syndroms keine relevanten Schädigungen des Nervensystems festgestellt wurden. Nach Ansicht der Autoren deutete dies auf eine etwaige psychosomatische Entstehung des Krankheitsbildes hin. In dieser Auffassung sah sich Kleinschnitz durch eine weitere Studie bestätigt, die den Status der Zytokine und des Cortisols bei Post-COVID-Betroffenen untersuchte.
Kleinschnitz’ Studien zum Post-COVID-Syndrom wurden in Deutschland von mehreren Medien aufgegriffen. Zudem wurden sie in wissenschaftlicher Hinsicht wegen methodischer Schwächen kritisiert. Auch die in den Studien gezogenen Schlussfolgerungen zur Entstehung des Krankheitsbildes wurden zurückgewiesen. In der internationalen Forschung wird die Auffassung, die Entstehung des Post-COVID-Syndroms sei psychosomatisch bedingt, weitgehend abgelehnt.
Ferner kooperiert Kleinschnitz mit Gustav Dobos bei der Post-COVID-Studie Multimodales Gruppenprogramm auf Basis von Kneipp. Die Studie umfasst neben ärztlichen Interventionen auch theoretische und praktische Einheiten in den Bereichen Ernährung, Entspannung, achtsame Bewegung, Pflanzenheilkunde (Phytotherapie), Kneipp’sche Wasseranwendungen (Hydrotherapie) und Ordnungstherapie.

## Medienauftritte
Kleinschnitz tritt regelmäßig als Experte für neurologische Themen im TV, Internet und den Printmedien auf. Er war unter anderem beim Fernsehsender RTL mit Themen wie „Wer liest, lebt länger“, „Frühjahrsputz“ und „Dieses Frühstück macht uns mutiger!“ zu sehen.
Zudem wirkte er in der ARD-Produktion „Hirschhausen und Long Covid – Die Pandemie der Unbehandelten“ mit, in der der Mediziner Eckart von Hirschhausen über das Schicksal von Menschen mit Post-COVID berichtet. In dieser Reportage war er der Meinung, dass sich Long-/Post-COVID-Symptome durch eine „seelische und psychosomatische Entstehung mitentwickeln“ und „bei einem Teil der Patienten die Beschwerden nach einer Corona-Infektion seelisch verstärkt werden oder sich sogar verselbstständigen können“. Gleichfalls vertrat er in der Sendung die Auffassung, dass der öfters beschriebene positive Effekt der Blutwäsche bei Post-COVID im Wesentlichen auf dem Placeboeffekt beruhe. Kleinschnitz hat seitdem immer wieder die unkritische Anwendung der Blutwäsche und anderer ungeprüfter experimenteller Therapien, etwa der Sauerstoffüberdruckbehandlung, bei Post-COVID öffentlich kritisiert.
Zu Hirnvenenthrombosen nach COVID-19-Schutzimpfung war Kleinschnitz am 30. März 2021 in der 20:00-Uhr-Tagesschau in einem kurzen Ausschnitt zu sehen und wurde für dpa-Berichte befragt. Zum Thema Impfnebenwirkungen nach COVID-19-Schutzimpfung und dem Post-Vac-Syndrom wurde er in der ARTE-Reportage „Re: Risiko Corona-Impfung? – Wie gefährlich ist der Piks“ umfassender interviewt. Hier vertrat er als „ganz, ganz großer Befürworter dieser Impfkampagne“ die Position, dass die Anerkennung von Impfschäden „die Impfkampagne nicht besser“ mache, „es sicherlich einer Impfkampagne schaden“ würde und „es auch für die Allgemeinheit sehr, sehr teuer“ würde. In einem Videobericht von RTL West vertrat er die Auffassung, dass „die Psyche der wichtigste Auslöser bei diesen Patienten ist. Ähnlich ist es auch bei Impfnebenwirkungen – Post-Vac“. Zudem rät er von fragwürdigen Therapien zur Behandlung des Post-Vac-Syndroms ab, da diese „teilweise auch gravierende Nebenwirkungen haben“ könnten, weshalb er verlangt, dass „solche Therapien in klinischen Studien kontrolliert, anonymisiert und unter Ausschaltung des Placeboeffektes geprüft werden“ müssten.
Des Weiteren vertritt Kleinschnitz seine Ansichten zu Long-/Post-COVID, ME/CFS und zum Post-Vac-Syndrom in dem sozialen Netzwerk X unter Klarnamen. Dies wurde am 30. August 2024 von Jan Böhmermann in einer Ausgabe des ZDF Magazin Royale aufgegriffen, die sich mit dem ignoranten Umgang mit Long-COVID und ME/CFS im Gesundheitssystem und in der Öffentlichkeit beschäftigte. Hierbei wurden die X-Beiträge von Kleinschnitz kritisch-satirisch kommentiert, was für ein großes mediales Echo sorgte.
Abseits der Coronadebatte ist Kleinschnitz regelmäßig Gast im Studio von RTL Punkt 12 oder bei RTL West und äußert sich dort zu aktuellen neurologischen Themen und Erkrankungen. In jüngster Zeit wurde er auch häufiger zu den Themen Gehirngesundheit und Prävention sowie Multiple Sklerose interviewt und zitiert.

## Auszeichnungen und Preise (Auswahl)
- 2013 Hans-Jörg Weitbrecht Preis, Bayer HealthCare GmbH[83]
- 2011 Heinrich-Pette-Preis, Deutsche Gesellschaft für Neurologie (DGN)[84]
- 2010
  - PRO SCIENTIA Förderpreis, Eckhart Buddecke Stiftung, Münster[85]
  - Novartis Oppenheim Förderpreis für Multiple Sklerose[86]
- 2008
  - Nachwuchswissenschaftler des Jahres, (fakultätsübergreifend), academics/Die Zeit und Deutscher Hochschulverband[6]
  - Habilitationspreis, Wilhelm H. Ruchti-Stiftung, Universität Würzburg[87]
  - Theodor-Naegeli-Preis, Theodor-Naegeli-Stiftung, Basel, Schweiz[88]
- 2007 Hermann-Rein-Preis, Gesellschaft für Mikrozirkulation und Vaskuläre Biologie, Berlin[89]

## Publikationen
Kleinschnitz publizierte mehr als 450 wissenschaftliche Originalarbeiten und Übersichtsartikel, mehrere Bücher, Buchkapitel und Monographien.
Ausgewählte Publikationen:
- C. Kleinschnitz u. a.: Regulatory T cells are strong promoters of acute ischemic stroke in mice by inducing dysfunction of the cerebral microvasculature. In: Blood, 2013, 121(4), S. 679–691.
- C. Kleinschnitz u. a.: Early detrimental T-cell effects in experimental cerebral ischemia are neither related to adaptive immunity nor thrombus formation. In: Blood, 2010, 115(18), S. 3835–3842.
- C. Kleinschnitz u. a.: Deficiency of von Willebrand factor protects mice from ischemic stroke. In: Blood, Jahreszahl, 113(15), S. 3600–3603.
- C. Kleinschnitz u. a.: Targeting coagulation factor XII provides protection from pathological thrombosis in cerebral ischemia without interfering with hemostasis. In: J Exp Med, Jahreszahl, 203(3), S. 513–518.